# Funkenhagen
Funkenhagen è una frazione del comune tedesco di Boitzenburger Land, nel Brandeburgo.

## Storia
Il 31 dicembre 2001 il comune di Funkenhagen venne fuso con i comuni di Berkholz, Boitzenburg, Buchenhain, Hardenbeck, Haßleben, Klaushagen, Jakobshagen, Warthe e Wichmannsdorf, formando il nuovo comune di Boitzenburger Land.

## Amministrazione
La frazione di Funkenhagen è amministrata da un "consiglio di frazione" (Ortsbeirat) di 3 membri.